# Melanagromyza nigrissima
Melanagromyza nigrissima este o specie de muște din genul Melanagromyza, familia Agromyzidae, descrisă de Spencer în anul 1976. Conform Catalogue of Life specia Melanagromyza nigrissima nu are subspecii cunoscute.